# Иевково (Вологодская область)
Иевково — деревня в Бабаевском районе Вологодской области.
Входит в состав Дубровского сельского поселения, с точки зрения административно-территориального деления — в Дубровский сельсовет.
Расположена на берегу реки небольшой реки, притока Чагодощи. Расстояние по автодороге до районного центра Бабаево составляет 42 км, до центра муниципального образования деревни Дубровка — 5 км. Ближайшие населённые пункты — Заборье, Петряево, Чиково.
Население по данным переписи 2002 года — 47 человек (20 мужчин, 27 женщин). Всё население — русские.